# Gypona parana
Gypona parana är en insektsart som beskrevs av Delong 1980. Gypona parana ingår i släktet Gypona och familjen dvärgstritar. Inga underarter finns listade i Catalogue of Life.